# کولش-لیتوکا
کولش-لیتوکا (به لهستانی:  Kulesze-Litewka) یک روستا در لهستان است که در گمینا کولشه کوشچیلنه واقع شده‌است.